# Hedda Gehm
Hedda Gehm (* 5. Januar 1943 als Hedda Schneiderheinze in Halle (Saale); † 1. Januar 2024) war eine deutsche Dramaturgin für Animationsfilme sowie langjährige Filmreferentin des Sächsischen Staatsministeriums für Wissenschaft, Kultur und Tourismus.

## Leben und Wirken
Hedda Gehm wuchs in Halle an der Saale auf. Nach dem Abitur begann sie 1962 ein Studium der Theaterwissenschaft an der Theaterhochschule Leipzig, das sie 1966 abschloss. Während ihres Studiums absolvierte sie 1964 ein erstes Praktikum am DEFA-Studio für Trickfilme. Gehms Leidenschaft für den Animationsfilm war durch diese ersten Erfahrungen am Studio geweckt. 1967 erhielt sie nach einer einjährigen Tätigkeit als Dramaturgin am Theater Rudolstadt eine unbefristete Anstellung in der Abteilung Dramaturgie des Dresdner Trickfilmstudios. Bis zur Abwicklung des Studios 1992 wirkte sie an mehr als 100 Trickfilmproduktionen mit. Langjährige Arbeitsgemeinschaften verbanden sie unter anderem mit Klaus und Katja Georgi sowie mit Sieglinde Hamacher.
Von 1992 bis 2006 war Hedda Gehm als Filmreferentin im sächsischen Kulturministerium tätig. In dieser Funktion wirkte sie an der Gründung des Deutschen Instituts für Animationsfilm mit und war maßgeblich am Aufbau der kulturellen Filmförderung in Sachsen beteiligt. Nach ihrer Pensionierung beteiligte sich Gehm an ausgewählten Animationsfilmprojekten ihres Kollegen Jörg Herrmann. Parallel war Hedda Gehm als Gutachterin bei der Deutschen Film- und Medienbewertung tätig. Als Autorin hat sie nach 2006 an vielen Projekten im Mediahaus Kreischa mitgewirkt, etwa beim Langfilm „Der siebente Rabe“.
Hedda Gehm starb am Neujahrstag 2024 kurz vor ihrem 81. Geburtstag.

## Filmografie (Auswahl)
- 1974: Novelle (Regie: Katja Georgi)
- 1975: Glückskinder (Regie: Klaus Georgi)
- 1976: Die schöne und das Tier (Regie: Katja Georgi)
- 1976: Die Leuchtturminsel (Regie: Günter Rätz)
- 1977: Weitsicht (Regie: Klaus Georgi)
- 1977: Urwaldmärchen (Regie: Katja Georgi)
- 1978: Klein Zaches, genannt Zinnober (Regie: Ina Rarisch)
- 1981: Der Märchenmantel (Regie: Horst J. Tappert)
- 1981: Das Feuer des Faust (Regie: Katja Georgi)
- 1982: Kontraste (Regie: Sieglinde Hamacher)
- 1983: ... und bedenkt das Ende (Regie: Lothar Friedrich)
- 1983: Es waren einmal drei Schwestern... (Regie: Katja Georgi)
- 1984: Sirenen (Regie: Klaus Georgi)
- 1984: Der Schafswolf (Regie: Sieglinde Hamacher)
- 1985: Zwerg Nase (Regie: Katja Georgi)
- 1986: Die Wahrheit um den Froschkönig (Regie: Sieglinde Hamacher)
- 1986: Tillebille (Regie: Heinz Steinbach)
- 1987: Bolero (Regie: Sieglinde Hamacher)
- 1987: Party (Regie: Sieglinde Hamacher)
- 1987: Dornröschen war ein schönes Kind... (Regie: Katja Georgi)
- 1988: Die Lösung (Regie: Sieglinde Hamacher)
- 1988: Die große Reise der kleinen Schildkröte (Regie: Barbara Eckhold)
- 1988: Das Myrtenfräulein (Regie: Katja Georgi)
- 1989: Das Birnenmädchen (Regie: Horst J. Tappert)
- 1989: Gemäldegalerie (Regie: Sieglinde Hamacher)
- 1989: Monument (Regie: Klaus Georgi, Lutz Stützner)
- 1990: Kafkas Traum (Regie: Sieglinde Hamacher)
- 2008: Victory (Regie: Jörg Herrmann)
- 2011: Der siebente Rabe (Regie: Jörg Herrmann)